# 23. октобар
23. октобар (23.10.) је 296. дан у години по грегоријанском календару (297. у преступној години). До краја године има још 69 дана.

## Догађаји
- 42. п. н. е. — Војска Марка Антонија и Октавијана је нанела Бруту одлучујућу пораз у бици код Филипа.
- 425 — Валентинијан III проглашен у Риму за цара Западног римског царства са само 6 година.
- 1702 — Битка у заливу Виго где је англо-француска флота потукла шпанску и француску флоту и уништила шпанску Флоту Индија.
- 1739 — Велика Британија је објавила рат Шпанији, узевши као повод одсецање ува Роберта Џенкинса.
- 1791 — По окочању Аустријско-турскog ратa (1788-1791), хабзбуршка војска предаје Београд Османлијама.
- 1862 — Државни удар у Краљевини Грчкој којим је свргнут краљ Отон I, први владар нововековне Грчке.
- 1912 — Почела битка код Куманова у Првом балканском рату у којој је српска војска нанела тежак пораз турским трупама и присилила их да се повуку ка Битољу.
- 1917 —
  - Америчке снаге ступиле у прве борбене акције у Првом светском рату, код Линевила у Француској.
  - На седници Централног комитета руске Социјалистичке радничке партије донета одлука о подизању оружаног устанка. У припремама и извођењу Октобарске револуције од тада непосредно учествује Владимир Лењин.
- 1942 — Британска Осма армија генерала Бернарда Монтгомерија почела офанзиву против немачких снага под командом Ервина Ромела у египатској пустињи код места Ел Аламејн.
- 1944 — 
  - Партизанске јединице из Срема и Бачке ослободиле Нови Сад у Другом светском рату.
  - Совјетска Црвена армија током Другог светског рата ушла у Мађарску.
  - У филипинском заливу Лејте почела је битка у заливу Лејте.
- 1954 — После серије састанака у Паризу, СССР, САД, Уједињено Краљевство и Француска споразумеле се да окончају окупацију Немачке.
- 1956 — Уличним демонстрацијама студената и радника у Мађарској почела је Мађарска револуција 1956.
- 1958 — Руски писац Борис Пастернак добио Нобелову награду за књижевност за роман Доктор Живаго који је постао бестселер на Западу, док у СССРу тада још није био објављен.
- 1961 — Бившем генералном секретару Уједињених нација, Швеђанину Хјалмару Агне Дагу Хамаршелду, који је под неразјашњеним околностима погинуо у авиону у време конгоанске кризе, постхумно додељена Нобелова награда за мир.
- 1973 — Северновијетнамски мировни преговарач Ле Дук То одбио Нобелову награду за мир уз образложење да у његовој земљи још нема мира.
- 1983 —
  - У нападу камионима напуњеним експлозивом на штаб америчких маринаца у Бејруту и оближњу зграду у којој су били француски војници погинуо 241 амерички војник и 58 француских.
  - На акушерској клиници у Загребу рођена прва југословенска „беба из епрувете“.
- 1990 — Украјински премијер Виталиј Масол принуђен да поднесе оставку после масовних студентских протеста. То је био први функционер Совјетског Савеза који је отишао са власти под притиском јавности.
- 1991 — Представници 19 земаља потписали, на међународној конференцији у Паризу у организацији УН, мировни споразум за окончање 13-годишњег грађанског рата у Камбоџи.
- 1994 — У експлозији бомбе на предизборном митингу у главном граду Шри Ланке Коломбу погинуло најмање 50 особа, међу којима и кандидат опозиције за председника Гаминија Дисанајакеа.
- 1996 — Завршава се шаховски турнир у Тилбургу, Холандија. Побеђује Борис Гељфанд.
- 1998 — Почиње шаховски турнир у Тилбургу, Холандија.
- 2001 — ИРА објавила да почиње разоружавање, а два дана касније Велика Британија укинула четири безбедносна пункта.
- 2002 — Окружно јавно тужилаштво у Београду подигло оптужницу против више лица осумњичених за отмицу и убиство 16 муслимана из Сјеверина у октобру 1992.

## Рођења
- 1705 — Максимилијан Браун, аустријски фелдмаршал. (прем. 1757)
- 1715 — Петар II Алексејевич, руски император. (прем. 1730)
- 1766 — Емануел Груши, француски маршал. (прем. 1847)
- 1789 — Димитрије Давидовић, српски новинар и публициста. (прем. 1838)
- 1801 — Алберт Лорцинг, немачки композитор, певач и диригент. (прем. 1851).
- 1817 — Пјер Ларус, француски лексикограф и енциклопедиста. (прем. 1875)
- 1835 — Адлеј Ј. Стивенсон, амерички политичар. (прем. 1914)
- 1875 — Гилберт Њутон Луис, амерички физикохемичар. (прем. 1946)
- 1905 — Феликс Блох, швајцарско-амерички физичар. (прем. 1983)
- 1908 — Франтишек Доуда, чехословачки атлетичар. (прем. 1990)
- 1908 — Иља Михајлович Франк, совјетски физичар. (прем. 1990)
- 1919 — Манолис Андроникос, фрчки археолог и професор. (прем. 1992)
- 1926 — Душан Шиђански, српски економиста и академик, инострани члан састава Српске академије науке и уметности.[1]
- 1927 — Деже Ђармати, мађарски ватерполиста. (прем. 2013)
- 1927 — Лешек Колаковски, пољски филозоф и историчар. (прем. 2009)
- 1938 — Братислав Ђорђевић, српски кошаркаш и кошаркашки тренер.
- 1940 — Пеле, бразилски фудбалер. (прем. 2022)
- 1941 — Игор Смирнов, молдавски политичар.
- 1942 — Мајкл Крајтон, амерички књижевник, сценариста, редитељ и продуцент. (прем. 2008)
- 1942 — Мирослав Павловић, српски фудбалер. (прем. 2004)
- 1946 — Миклош Немет, мађарски спортиста.
- 1947 — Казимјеж Дејна, пољски фудбалер. (прем. 1989)
- 1945 — Александар Мандић, редитељ и сценариста.
- 1951 — Фатмир Сејдију, политичар самопроглашене Републике Косово.
- 1954 — Анг Ли, тајвански редитељ и сценариста.
- 1957 — Пол Кагаме, руандански политичар.
- 1958 — Франк Шафер, источнонемачки атлетичар.
- 1959 — Гордана Бјелица, српска глумица.
- 1959 — „Вирд Ал” Јанковик, амерички музичар.
- 1959 — Сем Рејми, амерички редитељ, продуцент, сценариста и глумац.
- 1961 — Андони Зубизарета, шпански фудбалски голман.
- 1962 — Ђорђе Вукадиновић, српски филозоф, политички аналитичар, новинар и политичар.
- 1969 — Доли Бастер, немачка порнографска глумица, режисерка, продуценткиња, певачица и списатељица чешког порекла.
- 1970 — Грант Имахара, амерички електроничар и глумац.
- 1971 — Дејан Обрадовић, српски историчар. (прем. 2010)
- 1972 — Кејт дел Кастиљо, мексичка глумица.
- 1976 — Рајан Рејнолдс, канадско-амерички глумац, продуцент и сценариста.
- 1979 — Лин Грир, амерички кошаркаш.
- 1979 — Ален Муратовић, црногорски рукометаш.
- 1979 — Прабас, индијски глумац.
- 1982 — Александар Луковић, српски фудбалер.
- 1984 — Изабел Гулар, бразилски модел.
- 1984 — Анђелка Прпић, српска глумица и ТВ водитељка.
- 1986 — Бријана Евиган, америчка глумица, плесачица, музичарка и кореографкиња.
- 1986 — Емилија Кларк, енглеска глумица.
- 1986 — Јованка Радичевић, црногорска рукометашица.
- 1987 — Милан Борјан, српско-канадски фудбалски голман.
- 1989 — Ајсис Тејлор, америчка порнографска глумица.
- 1990 — Парадис Оскар, фински музичар.
- 1992 — Алваро Мората, шпански фудбалер.
- 1992 — Томане, португалски фудбалер.
- 1993 — Едгар Барсенас, панамски фудбалер.

## Смрти
- 42. п. н. е. — Марко Јуније Брут, један од вођа завере у којој је 44. убијен Јулије Цезар. (рођ. 85. п. н. е.)
- 877 — Игњатије I Цариградски, цариградски патријарх. (рођ. 797)
- 1157 — Свен III Дански, дански краљ. (рођ. 1125)
- 1456 — Јован Капистран, фрањевачки монах, теолог, инквизитор и проповедник. (рођ. 1386)
- 1590 — Бернардино де Саагун, францискански фратар, шпански мисионар и етнолог. (рођ. 1499)
- 1872 — Теофил Готје, француски писац. (рођ. 1811)
- 1893 — Александар I Батенберг, бугарски кнез. (рођ. 1857)
- 1921 — Џон Бојд Данлоп, шкотски ветеринар и проналазач. (рођ. 1840)
- 1944 — Чарлс Гловер Баркла, енглески физичар, добитник Нобелове награде за физику. (рођ. 1877)
- 1944. — Иван Милутиновић, црногорски и југословенски комунист и револуционар. Члан ЦК КПЈ, Врховног штаба НОВ и ПОЈ и НКОЈ-а, генерал-лајтант НОВЈ и народни херој. (рођ. 1901)
- 1957 — Кристијан Диор, француски модни креатор. (рођ. 1905)
- 1984 — Оскар Вернер, аустријски глумац. (рођ. 1922)
- 2011 — Марко Симончели, италијански мотоциклиста. (рођ. 1987)
- 2016 — Пит Бернс, енглески певач, текстописац и медијска личност. (рођ. 1959)

## Празници и дани сећања
- Српска православна црква данас прославља
  - Свети мученици Евлампије и Евлампија